# (36136) 1999 RR165
1999 RR165 (asteroide 36136) é um asteroide da cintura principal. Possui uma excentricidade de 0.04668670 e uma inclinação de 5.24186º.
Este asteroide foi descoberto no dia 9 de setembro de 1999 por LINEAR em Socorro.